# Crocifissione (Vasari)
La Crocifissione è un dipinto di Giorgio Vasari a olio su tela eseguito nel 1545 e conservato presso la chiesa di San Giovanni a Carbonara di Napoli.

## Storia e descrizione
La tela fu commissionata dal cardinale Gerolamo Seripando nel 1545 per poterla esporre nella propria cappella di famiglia presente nella chiesa di san Giovanni a Carbonara. Il Vasari eseguì il dipinto a Roma e solo dopo averlo terminato lo spedì a Napoli.
L'esecuzione dell'opera vede un Vasari contrastato dalle vicissitudini religiose che la città partenopea viveva in quegli anni, rappresentando infatti un evento storico narrativo della crocifissione ma più un tema di riflessione sul sacrificio di Cristo. Ciò si deve infatti al fatto che Gesù in croce è raffigurato in proporzioni dominante con un contesto di "isolamento" scenico caratterizzato da un'ambientazione pressoché astratta nella quale gli elementi che vi appaiono servono ad evidenziare la crudeltà e la sofferenza che l'opera vuole trasmettere (emblematico il teschio posto ai piedi del Cristo).
Al 2011, per motivi di restauro della cappella Seripando, la tela è esposta nel presbiterio della chiesa, accanto al maestoso monumento sepolcrale dedicato a re Ladislao.